# Peter Camenzind (Leichtathlet)
Peter Camenzind (* 8. Juli 1951) ist ein Schweizer Langstreckenläufer, der sich auf Marathons und Ultramarathons spezialisiert hat.
Camenzind startet für den SSC Langnau. Er gewann unter anderem drei Mal in Folge den Swiss Alpine Marathon in Davos und ist seit 1996 Rekordhalter auf der 100-km-Strecke der Bieler Lauftage (6:37:59 h). Auch beim Comrades Marathon und beim New-York-City-Marathon war er mit Altersklassensiegen erfolgreich.
Seine Marathonbestzeit stellte er 1987 mit 2:21:22 h auf.

## Erfolge (auszugsweise)
- 1986: 3. Rang Swiss Alpine Marathon (67 km)
- 1989: 2. Rang Swiss Alpine Marathon (67 km)
- 1990: Sieg Swiss Alpine Marathon (67 km), Sieg 100-km-Lauf Biel
- 1991: Sieg Swiss Alpine Marathon (67 km), Sieg 100-km-Lauf Biel
- 1992: Sieg Swiss Alpine Marathon (67 km)
- 1996: Sieg und Streckenrekord 100-km-Lauf Biel
- 2005: Sieg Défi Val-de-Travers (72 km)
- 2006: Sieg in seiner Kategorie am Jungfrau-Marathon